# 俄羅斯聯邦安全會議
俄羅斯聯邦安全會議（缩写），中国大陆又译为俄罗斯联邦安全委员会，其前身為蘇聯安全委員會，是一個直屬於俄羅斯聯邦總統的組織，主要任務在於為總統決定國安事務的方針，由總統召集幾位重要的部會首長參與，會整各部會的意見以整合出國家安全政策。目前联邦安全会议主席由总统普京兼任，副主席由统一俄罗斯党主席梅德韦杰夫担任。
由於事關重要的幾個部會，所以領導會議的總統大幅增加行政權的力量。在1996年6月，前陸軍將軍亞歷山大被委任改善該組織的地位，過一個月後總統下令，要求國安會兼負更多的功能，特別是那些模稜兩可的事務，並且確定今後國安會是由總統直轄，每個月都會召開一次會議。國安會的概念定義是承辦國家安全的相關文件，例行性的會議是按照計畫由擔任主席的俄聯邦總統來主持，在必要時可以召開緊急會議，主席依照國安會秘書長的建議定義議事程序和秩序，主席主持會議而秘書長和會議成員負責定期的會議工作。2009年5月，秘書長尼古拉·帕特魯舍夫認為應該加強對俄國統治的影響力暨重要性。

## 组成人员

### 历任主席
1. 鲍里斯·叶利钦（1991年7月10日－1999年12月31日）
2. 弗拉基米尔·普京（2000年5月7日－2008年5月7日）
3. 德米特里·梅德韦杰夫（2008年5月7日－2012年5月7日）
4. 弗拉基米尔·普京（2012年5月7日－）

### 历任副主席
1. 德米特里·梅德韦杰夫（2020年1月16日－）

### 历任秘书
1. 尤里·斯科科夫（1992－1993）
2. 叶夫根尼·沙波什尼科夫（1993）
3. （1993－1996）
4. 亞歷山大·列別德（1996）
5. 伊万·雷布金（1996－1998）
6. 安德烈·科科申（1998）
7. 尼古拉·博尔久扎（1998－1999）
8. 弗拉基米尔·普京（1998－1999）
9. 谢尔盖·伊万诺夫（1999－2001）
10. 弗拉基米尔·鲁沙伊洛（2001－2004）
11. 伊戈爾·伊萬諾夫（2004－2007）
12. 瓦连京·索博列夫（代理，2007－2008）
13. 尼古拉·帕特鲁舍夫（2008－2024）
14. 谢尔盖·绍伊古（2024-）

## 关联条目
- 俄羅斯聯邦安全局
- 俄羅斯聯邦國務委員會